# Palazzo Corner Mocenigo
Palazzo Corner Mocenigo è un palazzo rinascimentale di Venezia, situato nel sestiere di San Polo, in Campo San Polo, verso il quale guardano le facciate laterale destra e posteriore. È sede del Comando Regionale della Guardia di Finanza.

## Storia

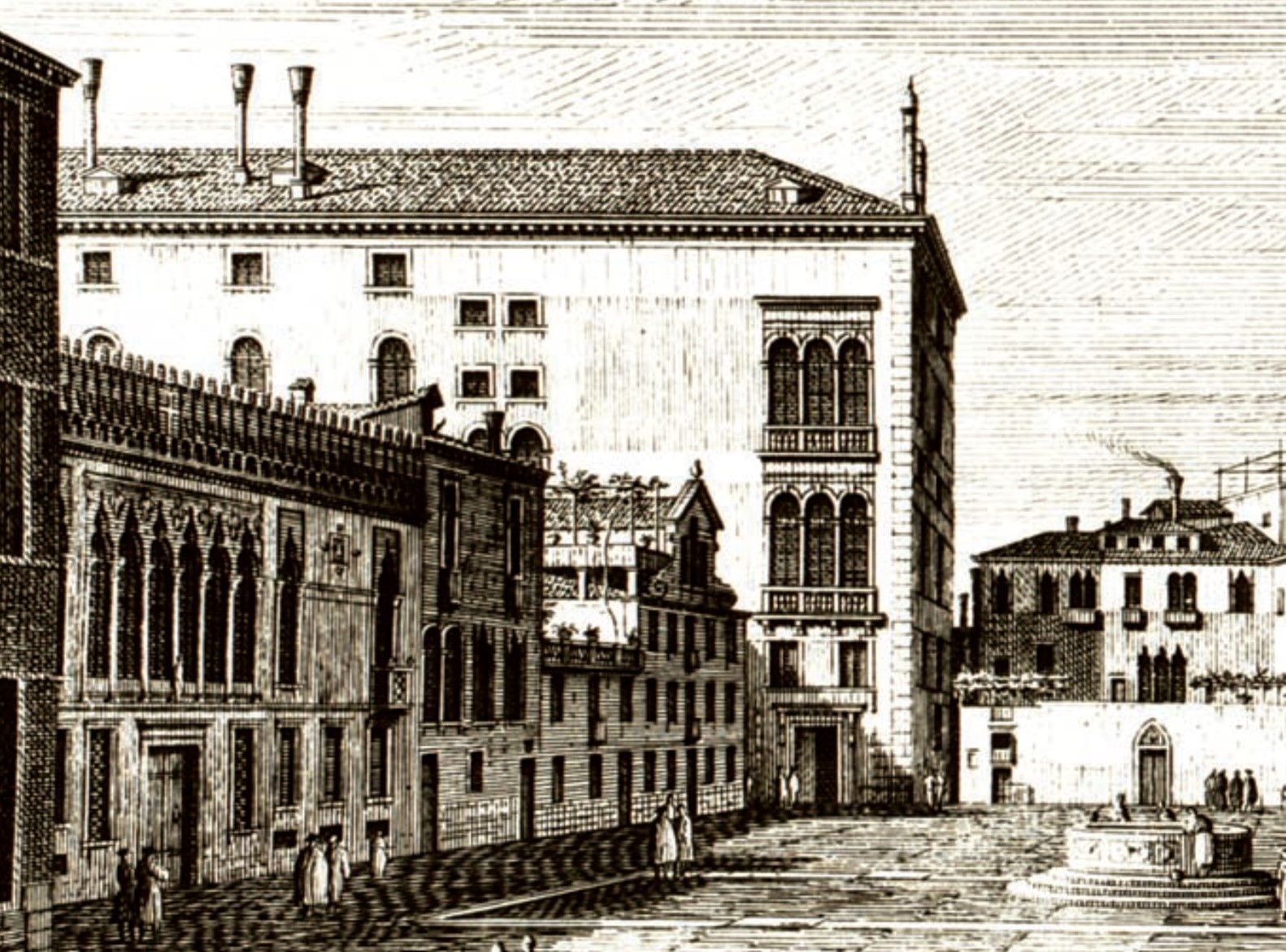
Antonio Visentini, Platea S. Pauli privatis aedibus ornata, in Urbis Venetiarum prospectus celebriores ex Antonii Canal tabulis XXXVIII, Venezia, 1742 (particolare)

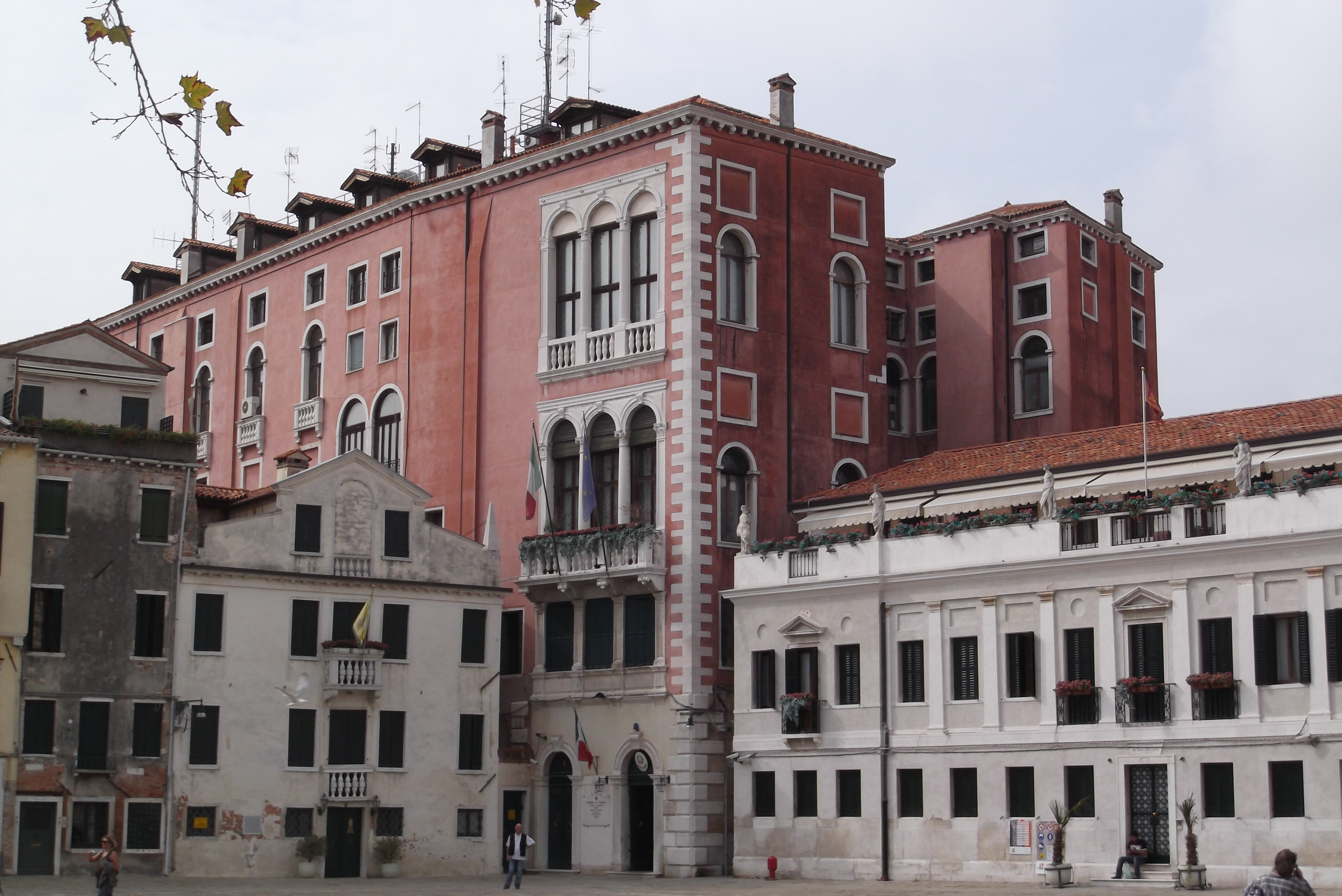
Palazzo Corner Mocenigo, facciata e ingresso laterali su Campo San Polo

Il palazzo fu costruito nel Cinquecento sui resti di una casa "da stazio" trecentesca, distrutta da un incendio nel 1535.
La dimora, ancora riconoscibile nella Veduta di Jacopo de’ Barbari del 1500, dopo esser stata acquisita come patrimonio pubblico nel 1349, fu più volte donata a personalità eminenti per ricompensarli dei servigi resi alla Repubblica di Venezia. Come tale era già appartenuta a Giacomo da Carrara, Jacopo dal Verme, Erasmo da Narni e a Francesco Sforza che nel 1461 la cedette a Marco Corner in cambio di un palazzo sul Canal Grande a San Samuele, allora ancora in costruzione.
Entrato in possesso dell'edificio, Marco Corner avviò una campagna d’acquisti che lo portarono nel 1480 a rilevare da Marco Dandolo una serie di stabili limitrofi (descritti nei documenti come magazzini e una casa “da stazio”), posti sul lato meridionale dell’attuale calle Vincenzo Coronelli. Nel 1489, con la morte del patrizio, le proprietà di San Polo passarono, seguendo l’asse ereditario, al figlio Giorgio e successivamente, nel 1527, a Giovanni Corner.
Fu Giovanni ad affidare, dopo l’incendio del 1535, la ricostruzione del palazzo a Michele Sanmicheli. Il cantiere si aprì solo nel 1551, un anno prima della morte del committente e i lavori si protrassero oltre la scomparsa dell’architetto veronese, giungendo a compimento solo nel 1564. Nel maggio di quell’anno, infatti, i figli di Giovanni, Marcantonio e Francesco Corner, risultavano occupare il primo piano nobile dell'edificio ormai concluso.
Il palazzo fu ridotto a uso esclusivo della famiglia solo a partire dal 1596, diventando a tutti gli effetti la dimora dei Corner del ramo detto di "San Polo in Campo".
L’edificio fu soggetto a numerose trasformazioni intercorse tra il XVII e il XVIII secolo; se in un primo momento contemplarono l’ulteriore ampliamento dell’edificio mediante l’acquisto o la costruzione di fabbriche annesse, in un secondo si concentrarono maggiormente sulla ridefinizione degli spazi interni e dei loro apparati decorativi, così da renderli rispondenti alle mutate esigenze abitative e alle variate destinazioni d’uso. Tra queste rimane ben documentata l’estesa campagna di rinnovamento che, tra il 1736 e il 1747, interessò principalmente le stanze dei mezzanini del primo piano nobile e gli ambienti del secondo.
Dal ramo di Giorgio Corner (fratello della celebre Caterina Cornaro Regina di Cipro ed Armenia dal 1474 al 1489) discese Laura (ultima rappresentante di quel ramo) che nel 1796 sposò Alvise Mocenigo, portando in dote il palazzo, che prese allora il nome di Ca’ Corner Mocenigo. L’edificio passando attraverso diversi proprietari e ospitando tra gli altri la Scuola Veneta d’Arte applicata alla Industria, le Imperial Regie Dogane Austriache e una sede provvisoria del Gazzettino (fondato nel 1887 a Venezia), giunse ad essere quindi la sede odierna del Comando Regionale della Guardia di Finanza e quindi definitivamente acquisito dal demanio nel 1953 .

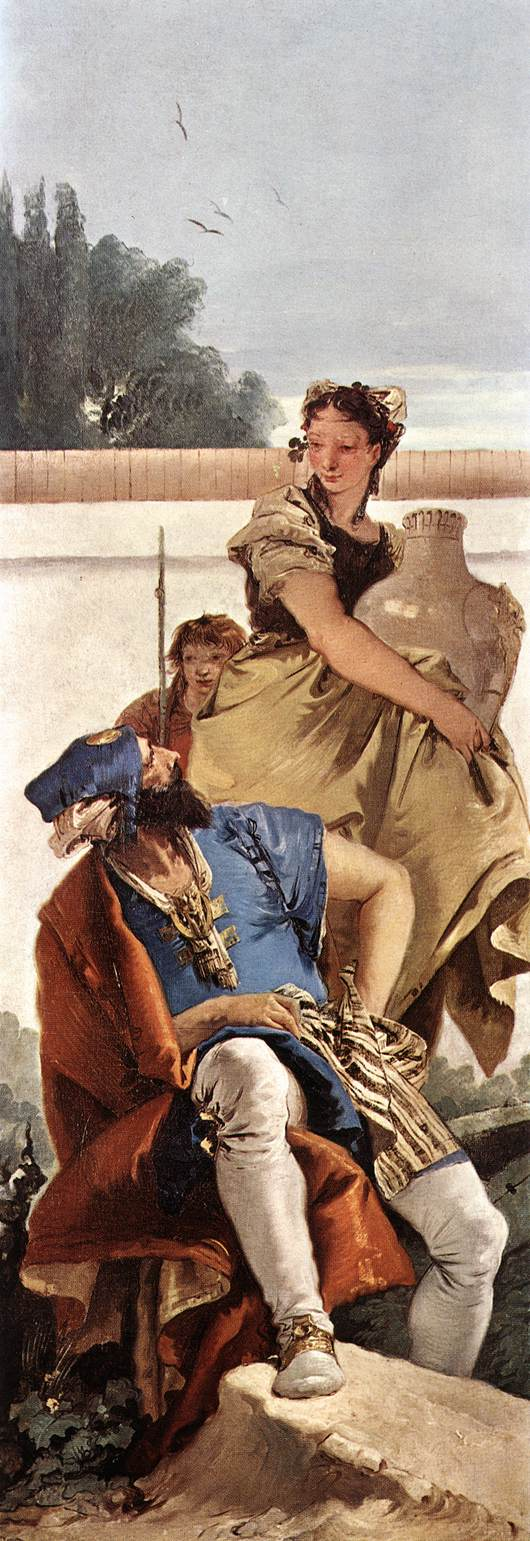
Giovanni Battista Tiepolo, Adrasto assiso ai piedi d’Armida (per il museo Uomo seduto ed una ragazza con un orcio), National Gallery, Londra.

Il palazzo era già noto per la straordinaria ricchezza delle decorazioni e le inestimabili collezioni d'arte (che spaziavano da Antonello da Messina a Giovanni Bellini, da Andrea Mantegna a Pietro da Cortona), quando nel Settecento, a seguito di alcuni interventi edilizi, fu intrapreso un ulteriore programma di decorazione del secondo piano nobile che vide direttamente coinvolti Giambattista Tiepolo accanto a Mengozzi Colonna, lo scultore Antonio Gai e lo stuccatore ticinese Andrea Solari. Pressoché tutte le opere d'arte risultano disperse a seguito delle spoliazioni Ottocentesche. Restano in loco soltanto alcune quadrature affrescate dal Colonna e, fortunosamente, un Amorino reggente racemi di rosa del Tiepolo, posto a decorazione del soffitto di un piccolo vano di quadrangolare, che pone in comunicazione il gabinetto degli specchi con la “camera verde” affacciata sul rio di San Polo. Alcune opere del Tiepolo, come le quattro tele con i personaggi dalla Gerusalemme liberata del Tasso, i medaglioni a monocromo dorato delle virtù cardinali e la tela del soffitto Allegoria nuziale della famiglia Corner per il "nuovo" camerino, si trovano le prime alla National Gallery di Londra, dei medaglioni due sono al Rijksmuseum e uno al Metropolitan Museum (del quarto si è persa traccia), mentre il soffitto è oggi conservato alla National Gallery of Australia. Alcuni affreschi del Tiepolo, l′Apoteosi di Ercole e La Giustizia e la Pace, furono strappati e riportati su tela nel 1893 ed ora sono al Jaquemart-André.

## Descrizione
Palazzo Corner Mocenigo, insistendo su un lotto irregolare di circa 48 x 20,5 metri e con un’altezza alla linea di gronda di circa 24 metri, è uno tra i più grandi palazzi di Venezia.
Il palazzo è connotato da un vistoso sviluppo verticale, assai evidente nella facciata d’acqua in cui il rapporto tra la base e l’altezza appare tanto più inusitato a causa della ristrettezza dello spazio d’affaccio. La costruzione si innalza, riprendendo lo schema planimetrico tripartito del palazzo veneziano, su sei piani.  Ai tre principali (pé pian, primo e secondo soler), corrispondono infatti altrettanti mezzanini, dissimulati nei due piani nobili. Oltre ai sei piani venne ricavato nell’ampio sottotetto un attico, già presente agli inizi del Settecento (come è visibile in un'incisione di Luca Carlevarijs del 1703) e comunque di scarsa rilevanza.
La facciata sul rio di San Polo, di gusto rinascimentale, risulta ben ritmata e asciutta nella componente decorativa. La partitura compositiva è resa evidente dal ricorso alla pietra d’Istria per far staccare dalle superfici di fondo in laterizio faccia a vista, il bugnato del basamento, le nervature strutturali e il deciso susseguirsi dei conci angolari, così da fare emergere, secondo il principio serliano, il telaio strutturale dell’edificio. A partire dalla fascia basamentale rusticata in pietra d’Istria e ritmata dai tre accessi d’acqua, mostra gli ordini sovrapposti secondo i canoni classici. Al disegno delle basse lesene fanno da controcanto le marcate trabeazioni sopra le finestre che si reiterano a mezzo delle due grandi serliane centrali. Le balaustrate dei balconi non risultano particolarmente aggettanti, come era divenuto di moda a quel tempo. Chiude il prospetto un robusto frontone poggiante su una larga cornice marcapiano.
Sui lati appare più ornata soltanto la porzione prospiciente il Campo San Polo, che costituisce l’accesso da terra. La facciata laterale presenta una doppia entrata ad arco a tutto sesto, che dal XVIII secolo sostituisce l’originario portale unico, ancora visibile in una veduta di Antonio Visentini inclusa nell'Urbis Venetiarum prospectus celebriores ex Antonii Canal tabulis del 1742. In corrispondenza delle aperture gemine del pian terreno, all’altezza dei piani nobili, si aprono due trifore sovrapposte, anch’esse ad arco a tutto sesto, la prima delle quali presenta un balcone aggettante, mentre la seconda è segnata alla base da una fine balaustra. Chiudono il prospetto sul lato destro i conci alternati posti sullo spigolo. La sola parziale coincidenza del linguaggio architettonico con la facciata d’acqua, pone il dubbio sulla autografia del Sanmicheli e lascia aperta l’ipotesi di una progettazione estranea alla sua mano.
Il palazzo fu ammirato ma ben poco imitato (se non nelle soluzioni particolari) forse per la sua ostentata robustezza poco consona all’ambiente lagunare, tant’è che proprio per questi motivi Antonio Diedo nel suo Fabbriche di Venezia preferì raffrontarlo al Palazzo Farnese di Roma e a quello di Caprarola.